# Tegernsee (lago)
Tegernsee es un lago ubicado en el Distrito bávaro de Miesbach, en los Alpes. Es un lugar popular para el turismo alemán. Se encuentra a unos pocos kilómetros de Múnich.
A sus orillas se encuentran las ciudades de Tegernsee, Bad Wiessee, Kreuth, Gmund am Tegernsee y Rottach-Egern, las cuales son reconocidas por sus hoteles y balnearios.
- Datos: Q253971
- Multimedia: Tegernsee (See) / Q253971